# Ranger 2
Ranger 2 war wie ihr Vorgänger Ranger 1 eine Raumsonde der NASA zur Erprobung von wissenschaftlichem Gerät. Der Start erfolgte am 18. November 1961 an Bord einer Atlas-Agena-B-Rakete von der Startrampe LC-12 auf der Cape Canaveral Air Force Station.
An Bord hatte die Sonde unter anderem Experimente zur Beobachtung der kosmischen Strahlung und des Erdmagnetfeldes. Sie hatte ein Gewicht von 304 Kilogramm. Der Aufbau war fast identisch mit Ranger 1. Beide wurden im sogenannten Block-I-Design gebaut.
Nach dem erfolgreichen Start und Erreichen der Parkbahn in einem 130 bis 150 km hohen Erdorbit sollte eine erneute Zündung die Sonde auf eine stark elliptische Bahn bringen. Aufgrund einer Fehlfunktion schlug die erneute Zündung der Oberstufe fehl. Dadurch konnte Ranger 2 nicht die gewünschte Höhe erreichen und verglühte am 20. November 1961 in der Erdatmosphäre. Trotz der fehlgeschlagenen Zündung wertete die NASA die Mission als Teilerfolg, da bewiesen worden war, dass es technisch möglich ist, Experimente bzw. Messungen von der Erde aus zu starten und Ergebnisse zu erhalten.

## Quelle
- Werner Büdeler: Monde von Menschenhand. S. 196 bis 198.